# Astraja
Astrea (gr. Ἀστραῖα Astraîa, łac. Astraea 'Gwiaździsta') – panna; córka Zeusa i Temidy, bądź też Eos i Astreusa. Bogini Sprawiedliwości, podobnie jak i jej matka Temida łączona z łacińską Justitią – boginią i alegorią sprawiedliwości.
Z końcem Złotego Wieku porzuciła niebo i zamieszkała na Ziemi. Ostatnia z bogiń nieśmiertelnych, żyjąca pośród ludzi w upodlonym Wieku Żelaza, zrażona ich zbrodniami powróciła na firmament i pozostała wśród gwiazd stając się gwiazdozbiorem Panny, a jej szale do ważenia uczynków stworzyły gwiazdozbiór Wagi.